# Gedeon Bałaban
Gedeon Bałaban (Grzegorz Bałaban) herbu Korczak (ur. 1530, zm. 1607) – prawosławny biskup lwowski i kamieniecko-podolski w latach 1569–1607. Był synem poprzedniego biskupa lwowskiego Arseniusza (Marka Bałabana).

## Życiorys
Absolwent Akademii Ostrogskiej. Uczestniczył w odbywającym się przeciwko unii brzeskiej synodzie w Brześciu, gdzie podpisał protest przeciwko jej postanowieniom. Towarzyszył mu biskup przemyski Michał (Kopysteński), który podobnie jak Bałaban, pomimo wcześniejszej deklaracji przyjęcia unii odstąpił od tej decyzji, prawdopodobnie poprzez działania księcia Ostrogskiego. Na sejmie z 1597 roku zadecydowano, że i Gedeon Bałaban i Michał Kopystyński zachowają prawo do swoich godności. 
Samowolnie obsadził biskupstwo prawosławne we Lwowie, którym kierował przez 30 lat. Jego rządy cechowało zgorszenie, ucisk i wyzysk ludu prawosławnego, cerkwi i klasztorów. Został wyklęty przez patriarchę Konstantynopola i metropolitę kijowskiego.
Był właścicielem Stratyna, gdzie założył szkołę i drukarnię.